# لوتاي تشيرينج
لوتاي تشيرينج (بالدزونكا: བློ་གྲོས་ཚེ་རིང་) (من مواليد 1968) هو سياسي بوتاني وطبيب ورئيس الوزراء السابق لبوتان. كما هو زعيم دروك نيامروب تشوجبا (حزب بوتان المتحدة) وهو واحد من الأحزاب السياسية الخمسة المسجلة في بوتان منذ 14 مايو 2018.

## المهنة
عمل تشيرينج كجراح استشاري في مستشفى الإحالة الوطني ومستشفى الإحالة الإقليمي قبل الانضمام إلى السياسة في عام 2013.

## الحياة السياسية
فاز حزب تشيرينج بأكبر عدد من المقاعد في انتخابات الجمعية الوطنية في عام 2018، وبذلك أصبح تشيرينغ في منصب رئيس الوزراء في الحكومة للمرة الأولى. في 7 نوفمبر 2018، استُبدلَ تشيرينج توبجاي بلوتاي حيثُ أدى اليمين كرئيس وزراء الثامن لبوتان.